# Лісовий розбійник
«Лісовий розбійник» — фільм 2006 року.

## Зміст
Строката компанія казкових персонажів разом із моторошним поліцейським виходять на стежку війни за справедливість. Ще б пак, адже милу бабусю, яку люблять і поважають всі навколишні жителі, тероризує огидний грабіжник із лісу. Він спокусився на найсвятіше – на таїнство приготування чудової кави, відомої далеко за межами округи.